# 凌诒淳
凌诒淳（1926年—），男，上海人，中国整形外科专家，曾任中国医学科学院整形外科医院主任医师、博士生导师。